# Лидерс, Иван Александрович
Иван Александрович Лидерс (1859/1860 — ?) — русский военный инженер, генерал-майор. Участник Русско-японской и Первой мировой войн.

## Биография
Родился 31 декабря 1859 (12 января 1860) года в Подольской губернии, в семье генерал-лейтенанта.
В 1878 году окончил  Киевскую Владимирскую военную гимназию. В 1881 году после окончания 3-го военного Александровского училища, был выпущен прапорщиком  в 1-ю гренадерскую артиллерийскую бригаду. В 1886 году произведён в  поручики. В 1887 году после окончания  Николаевской инженерной академии по 1-му разряду, был произведён в штабс-капитаны. В 1891 году произведён в капитаны.
В 1899 году произведён в подполковники и назначен помощником начальника Варшавской инженерной дистанции. С 1904 года участник Русско-японской войны,  штаб-офицер для делопроизводства и поручений в управлении инспектора инженеров 1-й Маньчжурской армии. В 1905 году «за отличие» произведён в полковники. В 1906 года назначен начальником Бобруйской инженерной дистанции. С 1910 года начальник инженеров Усть-Двинской крепости.
В 1912 году произведён в генерал-майоры и назначен начальником инженеров Михайловской крепости. С 29 ноября 1912 года — помощник инспектора инженерной части Виленского военного округа. С 1914 года — начальник инженерного управления Брест-Литовской крепости. С 1915 года — исполняющий обязанности инспектора инженерного управления Двинского военного округа.
Служил в инженерном управлении  РККА. 25 июля 1920 года был арестован в Москве и заключён в Бутырскую тюрьму как «участник контрреволюционной организации», но был освобождён. С декабря 1920 года — начальник фортификационно-строительного отдела Главного военно-инженерного управления РККА. В 1927—1934 годах принимал участие в составлении «Технической энциклопедии» в 26-и томах под редакцией Л. К. Мартенса, автор статей по тематике «разборные мосты».